# Gérgal
Gérgal er en by og kommune i det sydøstlige Spanien i provinsen Almería. Den har et indbyggertal på 1.191 (2024) indbyggere.